# 강성희 (정치인)
강성희(姜聖熙, 1972년 9월 7일~)는 대한민국의 공장 노동자 출신 정치인이다. 현대자동차 전주공장의 비정규직 노동자였으며, 2023년 대한민국 재보궐선거(4월)에서 당선되었다. 강성희의 당선으로 그동안 원외정당이였던 진보당이 제21대 국회 원내정당으로 진입하였다.
제22대 국회의원 선거를 앞두고 전라북도 전주시 을 선거구에 출마를 선언했다. 하지만 본선에서 11.50%의 득표율을 기록하면서 3위로 낙선했다.

## 학력
- 휘문고등학교 졸업
- 한국외국어대학교 용인캠퍼스 언어학 학사

## 경력
- 2023년 4월 6일~2024년 5월 29일: 제21대 국회의원(전북 전주시 을, 진보당, 초선)
  - 2023년 4월~2024년 5월: 제21대 국회 후반기 정무위원회 위원

## 전과
- 공무집행방해, 폭력행위등처벌에관한법률위반(야간·공동상해): 벌금 2,000,000원 - 2005년 1월 10일 선고[3]
- 업무방해: 벌금 5,000,000원 - 2011년 12월 30일 선고[3]
- 업무방해, 폭력행위등처벌에관한법률위반(공동상해), 폭력행위등처벌에관한법률위반(공동주거침입): 벌금 3,000,000원 - 2013년 8월 21일 선고[3]
- 업무방해: 벌금 2,000,000원 - 2015년 4월 30일 선고[3]
- 업무방해, 폭력행위등처벌에관한법률위반(공동주거침입), 폭력행위등처벌에관한법률위반(집단·흉기등상해): 징역 1년 6월, 집행유예 3년 - 2015년 6월 17일 선고[3]

## 같이 보기
- 전주시 을
- 전주시의 국회의원
- 전주시 완산구의 국회의원

## 가족
- 부모: 모
- 배우자: 박수경
- 자녀: 1남

## 역대 선거 결과
|  | 11.35% |

|  | 39.07% |

|  | 11.50% |